# Gewone kielwants
De gewone kielwants (Elasmucha grisea) is een wants uit de familie kielwantsen (Acanthosomatidae). De soort werd door Carl Linnaeus vermeld in zijn Systema naturae uit 1758. 

## Naamgeving
De oude Nederlandse naam ‘gevlekte berkenwants’ leverde veel verwarring op, omdat er meerdere wantsen in berken leven, die eveneens berkenwants of berkenschildwants werden genoemd (Kleidocerys resedae en Elasmostethus interstinctus). Zo werd in de Nederlandse media bij meldingen over het massaal optreden van Kleidocerys resedae in 2014 algemeen de naam ‘berkenwants’ voor deze soort gebezigd, maar vaak met afbeeldingen van Elasmucha grisea erbij.

## Uiterlijk
De kleur van de gewone kielwants varieert van grijsgeel tot roodbruin, met een zwart-wit connexivum (aan de zijkant zichtbare deel achterlijf). Het lichaam is bezaaid met zwarte putjes (gepuncteerd). Het heeft een zwarte vlek op de basis van het scutellum (schildje), dat overgaat in een bleke punt. De poten zijn vaak groenachtig en de antennes zijn licht, maar worden naar het uiteinde toe steeds donkerder. De lengte is 7-9 mm. De nimfen hebben een groen achterlijf, terwijl de kop en het halsschild zwarte lengtestrepen hebben.
De gewone kielwants is makkelijk te verwarren met de veenkielwants (Elasmucha fieberi). De veenkielwants heeft echter meer en duidelijkere zwarte putjes, is meestal donkerder en heeft een duidelijk haakje of doorntje aan de zijkant van het halsschild vlak bij de kop.

## Broedzorg
Net als bij alle andere soorten uit het genus Elasmucha hebben de vrouwtjes van deze wantsen broedzorg. Normaal gesproken legt ze een keer in haar leven eieren. Dat kunnen er wel veertig tegelijk zijn. Ze beschermt haar legsel door ze met haar lichaam af te dekken en doet dat daarna ook bij de uit de eieren gekropen nimfen tot in het tweede stadium (tweede vervelling) tegen roofzuchtige insecten en parasieten. De oudere nimfen blijven in de regel bij elkaar en worden begeleid door de moeder. Als er een ander legsel in de buurt is, wordt dat ook door het vrouwtje beschermd. Ook zoeken de vrouwtjes elkaar op en bewaken elkaars jongen waardoor grote hoeveelheden nimfen kunnen worden aangetroffen. Het komt wel meer voor dat insecten de eitjes en/of de jongen beschermen, maar dat diverse ouderdieren elkaars jongen bewaken gaat net iets verder. Hoogstwaarschijnlijk is het bij elkaar blijven wel de reden, dat vaak meerdere wantsen uit een legsel eieren dragen van sluipvliegen (Tachinidae).

## Foto's nimfen en eitjes

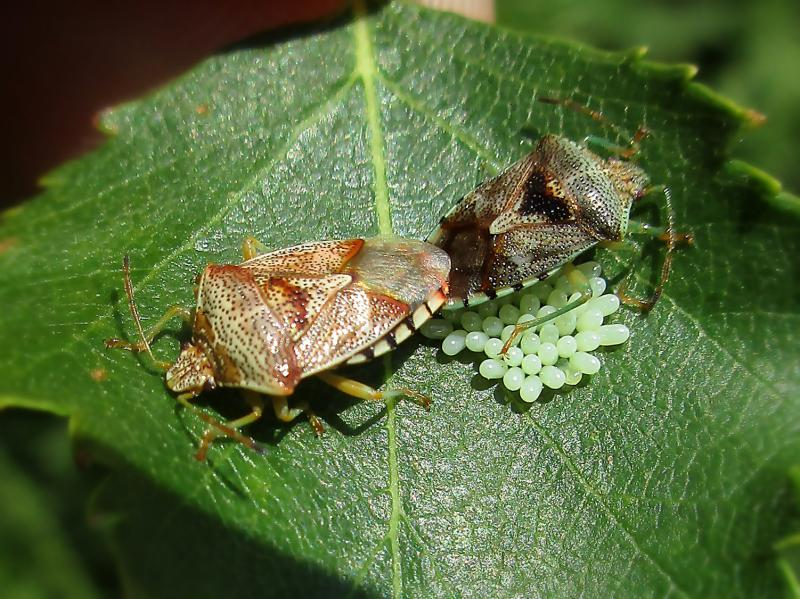
Gewone kielwants (Elasmucha grisea) met eitjes.
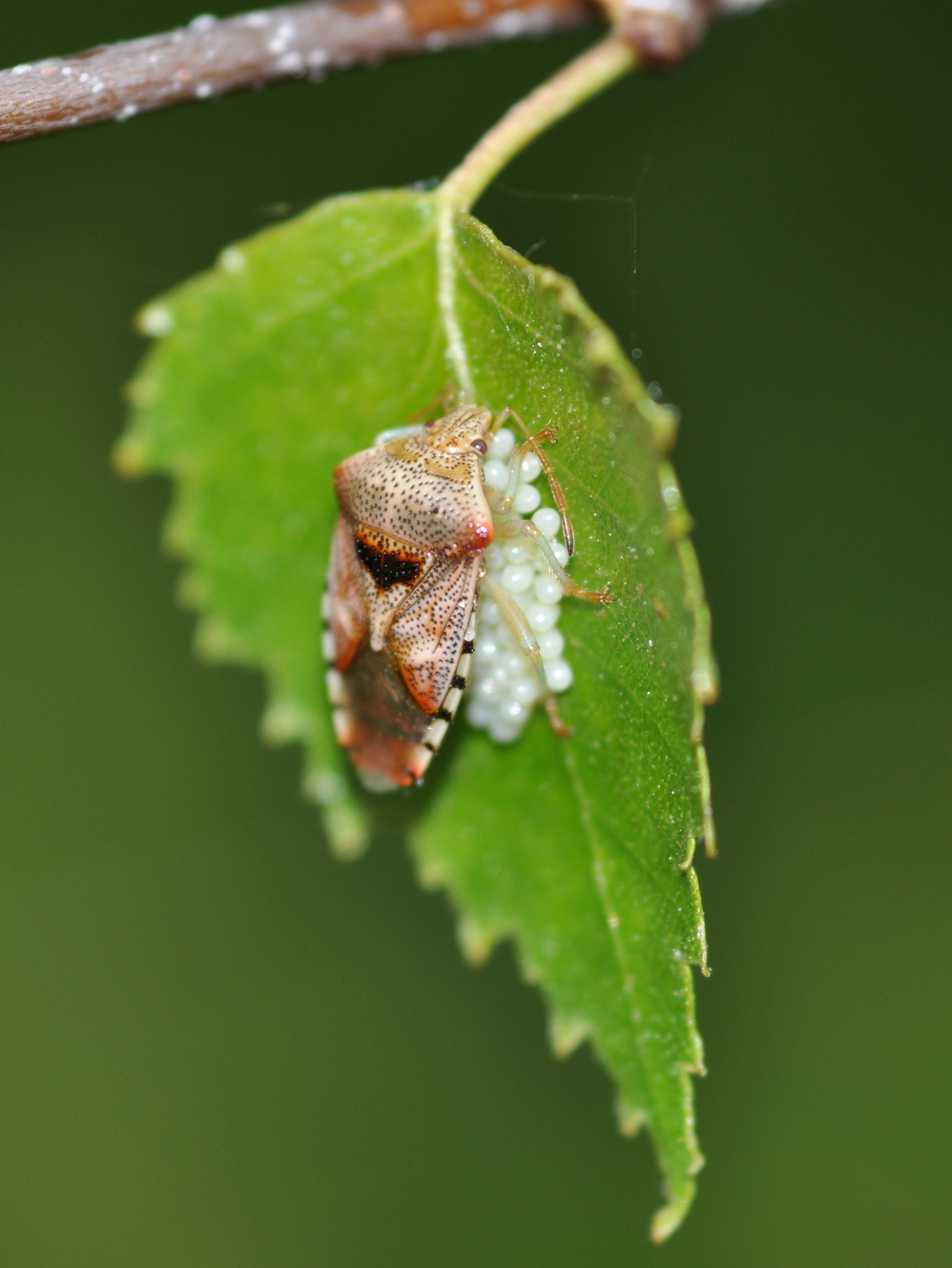
Gewone kielwants (Elasmucha grisea) met eitjes.
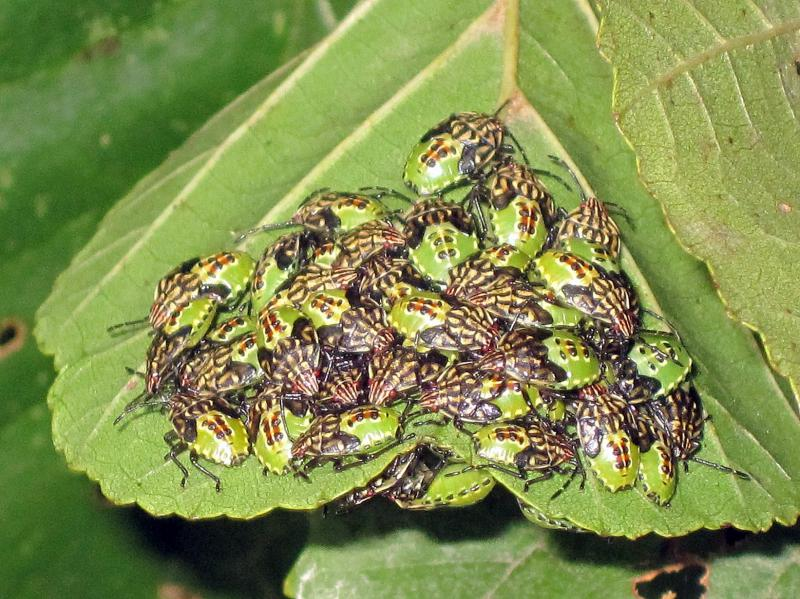
Gewone kielwants (Elasmucha grisea), nimfen.

## Verspreiding en gedrag
De soort komt voor In Europa en is naar het oosten verspreid tot in Klein-Azië en Siberië. In Nederland is het overal een heel algemene wants.
De soort leeft in berken (Betula) en elzen (Alnus). Behalve aan de bladeren zuigen nimfen en volwassen wantsen vooral aan de rijpende zaden. De volwassen wants overwintert en de paring vindt plaats in het voorjaar.
De gewone kielwants is niet schadelijk voor de mens. Ook de boom waarop de gewone kielwants leeft, lijdt niet onder diens aanwezigheid. Wel kan de wants wat overlast veroorzaken. Door de grote aantallen is het soms vervelend als de wantsen voorkomen op bijvoorbeeld het terras, op de speelplek of in de woning. Als men de gewone kielwants doodslaat komt er een onaangename geur vrij.